# Алфонсо I Воин
Алфонсо I Воин (на испански: Alfonso el Batallador) – 4-ти крал на Арагон, получил прозвището си заради победите си в 29 битки. Той е един от най-известните ръководители на така назованото – Арагонско направление на Реконкистата, умел пълководец и храбър воин, управител на кралствата Арагон и Памплона, а известно време и на цяла Кастилия (1109 – 1114).

## Произход. Възкачване на престола
Роден е през 1073 година. Син е на Санчо I Арагонски и Фелисия де Руси, дъщеря на граф Илдуин III Руси. Наследява трона от брат си Педро I.

## Брак с Урака Кастилска и управление
На 1 октомври 1109 г. в Бургос, Алфонсо I Воин Арагонски се жени за Урака I Кастилска, която е обявена и за кралица на Арагон. Младоженците подписват предбрачен договор, според който короните на Кастилия, Леон, Галисия и Арагон трябва да бъдат наследени от първородния им син. Този договор лишава от наследствени права сина на Урака от първия ѝ брак, което предизвиква недоволство сред бароните в Леон.
Почти веднага след сватбата, в Галисия избухват брожения, подклаждани от Тереза Леонска и съпруга ѝ Анри Бургундски. Постепенно отношенията между Урака I и Алфонсо I толкова се влошават, че към 1110 г. кралицата обвинява, че съпругът и употребява физическо насилие спрямо нея, и се отделя от него. Отношенията между двамата се обтягат допълнително и от жестокостта, с която Алфонсо I се отнася към бунтовниците в Галисия. Тежък скандал предизвиква заповяданата от Алфонсо I екзекуция на един от водачите на бунта в Галисия, който преди това се предава доброволно на Урака I, която от своя страна решава да го помилва.
Отчуждението между съпрузите и тлеещата враждебност между тях ескалира в открит военен сблъсък между Кастилия и Леон, от една страна, и Арагон от друга. В този конфликт Алфонсо I се съюзява с Тереза Леонска и Анри Бургундски и на 26 октомври 1111 г. техните сили разбиват войските на Урака I в битка при Кандеспина, в която загива любовникът на Урака, командващ силите ѝ – граф Гомес Гонсалес. Мястото му скоро е заето от друг граф – Педро Гонсалес де Лара, който поема борбата, а по-късно става и баща на две извънбрачни деца на кралицата.
Към есента на 1112 г. е прекратено едновременното примирие между Урака I и Алфонсо I, а бракът им е окончателно анулиран. Въпреки че след това Урака I успява да запази властта си в Астурия, Леон и Галисия, Алфонсо I окупира големи части от Кастилия, в които населението е на страната на Урака I, a Тереза Леонска и съпругът ѝ Анри Бургундски успяват за откъснат от владенията на Урака Замора и Естремадура. Възвръщането на тези райони, както и реконкистата на териториите, владени от маврите, стават главна цел в по-нататъшните дипломатически усилия на Урака.
Крал Алфонсо умира през 1134 г. и е наследен от брат си Рамиро II Монаха.